# Russo-Baltique

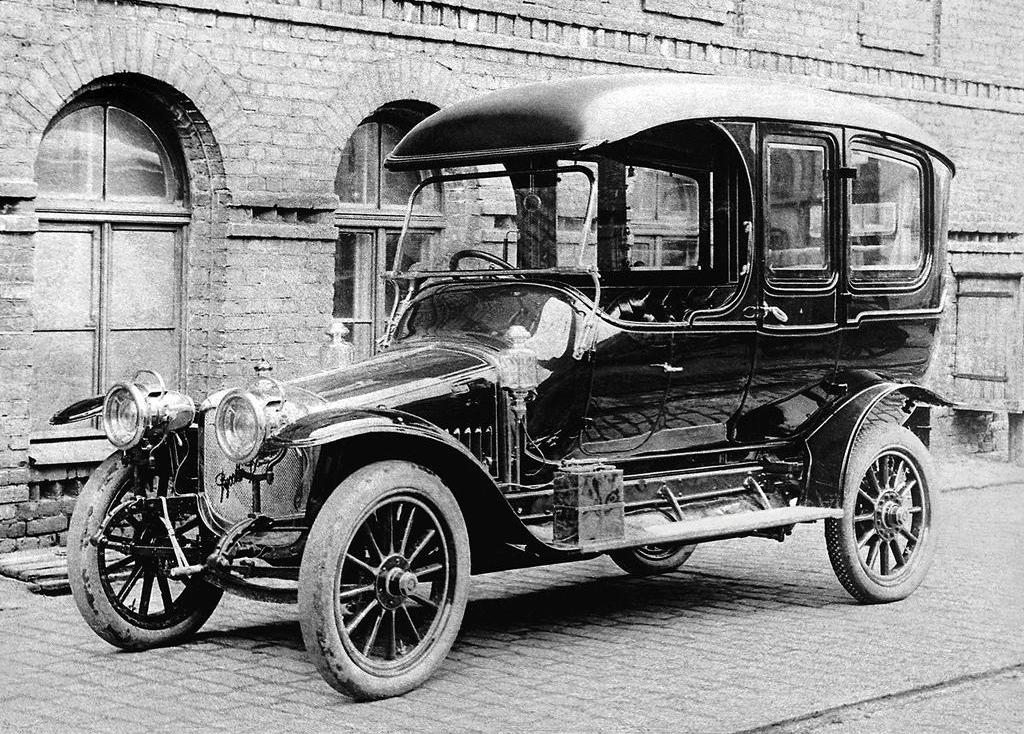
Una Russo Baltique С-24/40 nel 1909

La Russo-Baltique, conosciuta anche come Russobalt o Russo-Balt (in caratteri cirillici Русско-Балтийский e Русско-Балт), è stata la prima compagnia russa a produrre automobili nel primo ventennio del secolo scorso, tra il 1909 e il 1923, fornitore ufficiale di Sua Altezza Imperiale la Corte di Russia dal 1913 al 1917.

## Storia

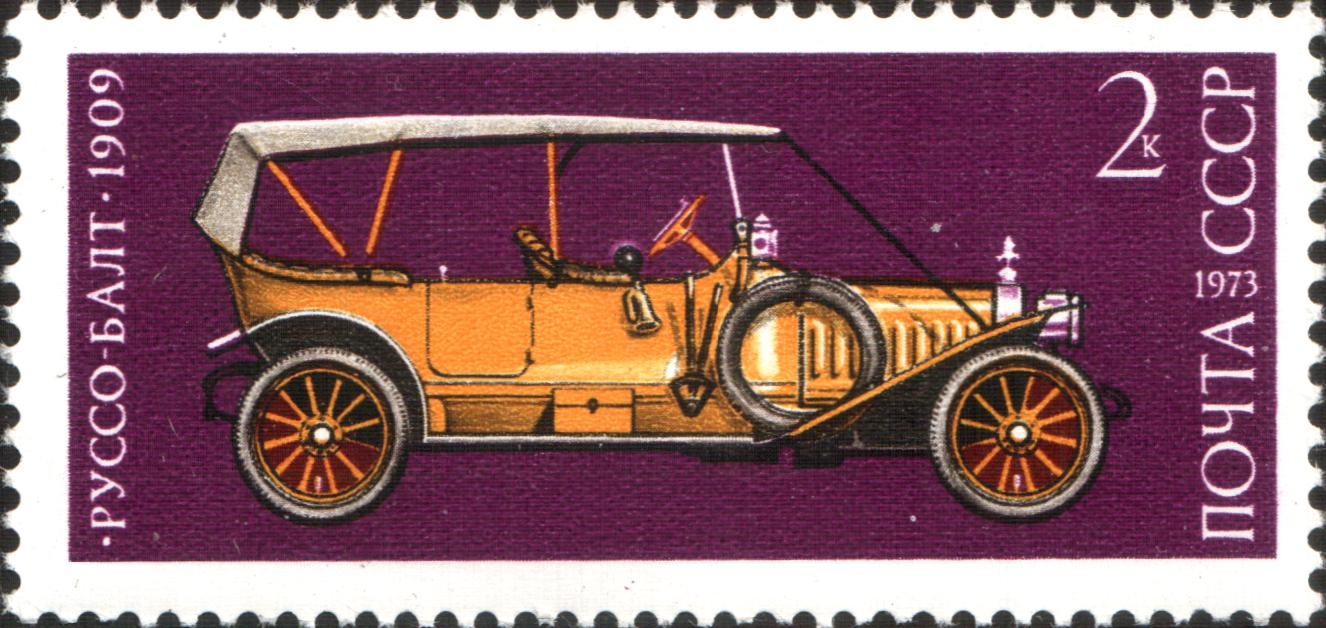
Francobollo riportante una Russo Baltique nel 1909

Il primo mezzo prodotto, un camion, uscì dalla fabbrica il 9 giugno 1909, e, già nel 1910, al fine di accontentare i clienti che cercavano delle carrozzerie prodotte su misura, venne acquisita Frezn, considerata la migliore nel campo delle carrozzerie a San Pietroburgo. In quel periodo, infatti, le vetture uscivano dagli stabilimenti di produzione come semplici "scheletri", degli chassis che dovevano poi essere completati da una carrozzeria scelta e ordinata a parte. La Russo-Baltique era in questo modo, dopo l'acquisizione, in grado di fornire modelli completi, addirittura con abitacolo riscaldato, vetri panoramici e illuminazione interna.
La prima autovettura con questo marchio (il modello S24-30) apparve in un'occasione speciale; l'ascensione del Vesuvio nel 1910, dopo un percorso San Pietroburgo - Berlino - Praga - Roma - Napoli svoltosi senza che si presentassero particolari problemi.
Nel 1911 venne prodotto anche il primo autoveicolo destinato specificatamente alle competizioni, il modello S25-50: primo esempio di motore con pistoni in alluminio, vinse alcuni premi al rally internazionale di Montecarlo nel gennaio del 1912, alla sua seconda edizione, tra 78 concorrenti.

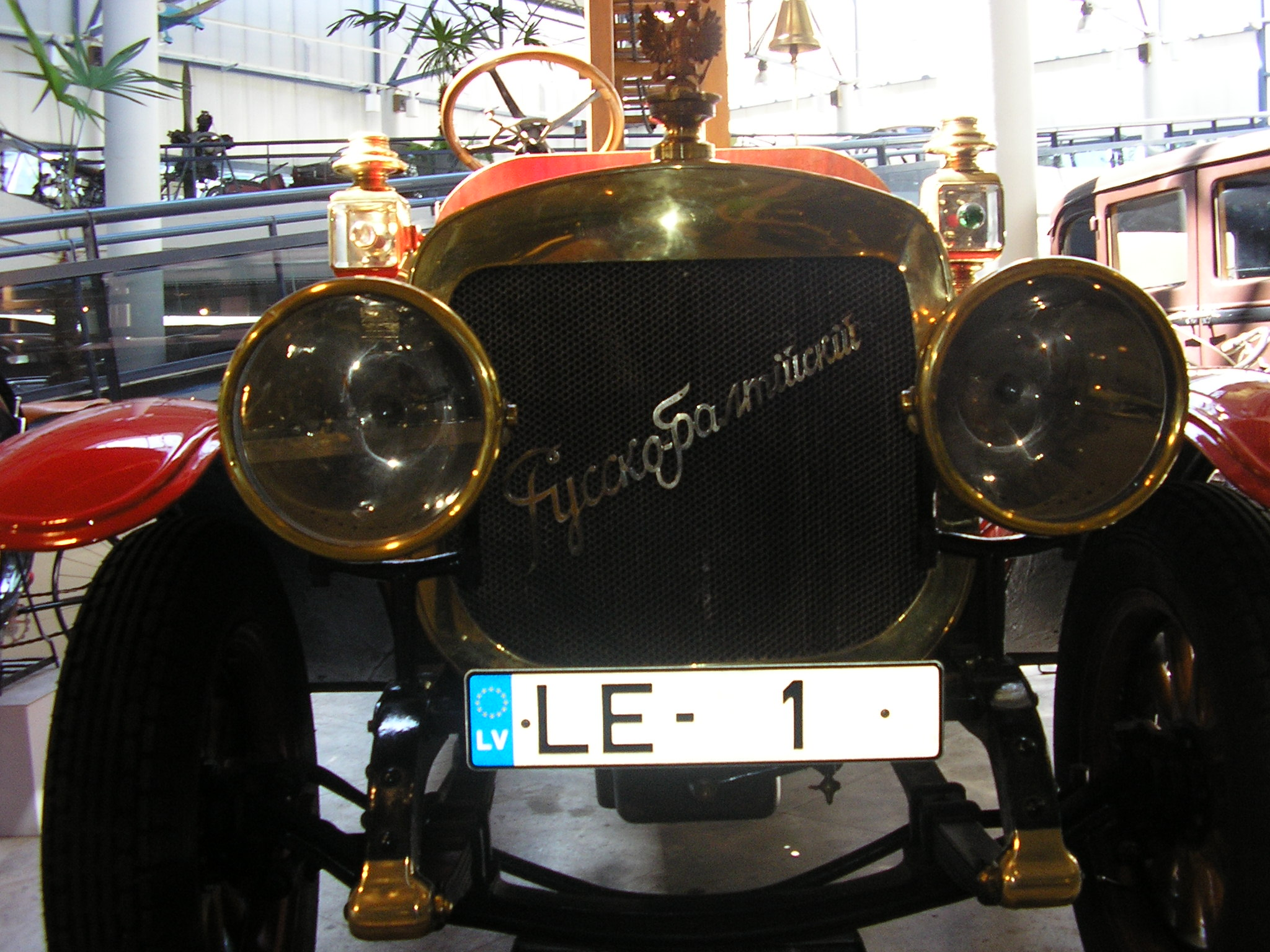
Russo Baltique d24/40

All'epoca, la competizione constava in un percorso di 3200 km con partenze differenziate e con destinazione Montecarlo, appunto. Il via fu dato il mattino del 13 gennaio, con una temperatura esterna di -23 ˚C, ma già il 23 il traguardo era stato raggiunto. Il pilota, Andren Platonovič Nagel, venne insignito di un'onorificenza per decreto dello zar.
L'obbiettivo del marchio era già avveniristico, con progetti di modelli economici o di lusso, ma la situazione della Russia cominciò a farsi difficile già dal mese di agosto 1914, non permettendo lo sviluppo di questi e molti altri progetti della società.
Fino al 1915, le officine di produzione erano localizzate a Riga, in una fabbrica che produceva vagoni ferroviari. Nel 1917, dopo la rivoluzione, un secondo stabilimento produttivo venne impiantato a San Pietroburgo, dove venivano assemblati veicoli blindati partendo dalle carrozzerie che provenivano dalla Lettonia.
Nel 1922 un nuovo trasferimento della produzione la portò da San Pietroburgo alla BTAZ di Mosca.
Dalle sue catene di montaggio uscivano sia vetture che mezzi pesanti, spesso copie più o meno dichiarate dei veicoli della tedesca Rex-Simplex o della belga Fondu, oltre che mezzi agricoli e per l'aviazione.

## Produzione moderna

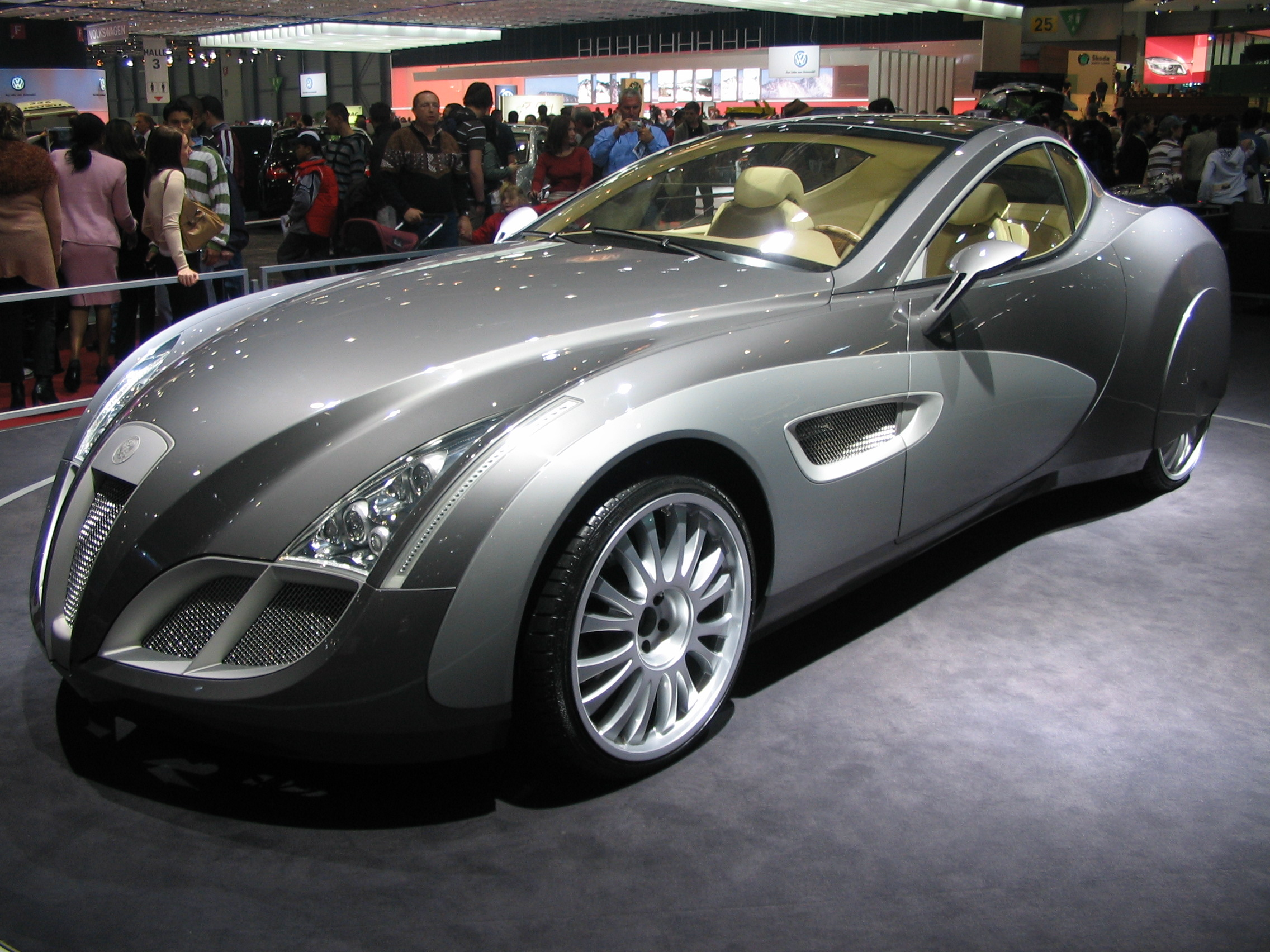
Una Russo Baltique Expression nel 2007

Dopo un periodo in cui la produzione a Riga è stata dedicata solo ai carrelli, nel 2006 il marchio è stato acquistato da un gruppo di investitori tedeschi e russi, con l'idea di proporre una vettura di alta gamma, la Impression, una coupé che sembra progettata nell'Europa degli anni trenta, presentata ufficialmente e in anteprima al Concorso di eleganza di Villa d'Este, (a Cernobbio) ad aprile 2006 e che utilizza parti meccaniche della Mercedes, precisamente della Mercedes CL65 AMG.
È stata nuovamente presentata come prototipo al Salone dell'automobile di Ginevra nel 2007 dove sono state comunicate ulteriori caratteristiche tecniche È stata dichiarata l'intenzione di stabilire la produzione totale tra le 10 e le 15 vetture, con una media annua di due o tre esemplari, e che gli stabilimenti utilizzati saranno quelli di un'altra compagnia tedesca, la Gerg GmbH.
Verrà commercializzata prevedibilmente al prezzo di circa 1.500.000 euro.